# Аллея трудовой славы (Самара)
Алле́я Трудово́й Сла́вы — пешеходная зона на проспекте Юных Пионеров в Промышленном и Кировском районах города Самары с расположенными на ней монументами в честь заводов и предприятий города.

## История
В 1975 году на пересечении Московского шоссе и проспекта Кирова был открыт памятник штурмовику Ил-2 который в годы войны производился на авиационном заводе. Этот памятник стал символом боевой и трудовой славы города. По словам Алексея Моргуна:

В начале восьмидесятых годов у городских руководителей разных уровней накопились заявки от десятка крупных местных предприятий, в которых говорилось примерно следующее: очень хорошо, что сооружен памятник штурмовику ИЛ-2, это убедительный финал совместного труда горожан, но ведь каждый из наших заводов производил что-то своё, конкретное — пушки, пулеметы, алюминиевый прокат, двигатели, подшипники и т. д., то есть то, что в совокупности и стало этим самолетом. Заводчане готовы показать свою историю, без которой невозможен был такой блестящий результат. Это желание, разумеется, было поддержано. Возникла новая патриотическая идея. Для её решения требовалась довольно большая территория среди жилой застройки. Я предложил почти двухкилометровую протяженную зону в Кировском районе на так называемом проспекте Юных пионеров, обстроенном в военные годы невзрачными двухэтажными домами и с неухоженным бульваром — от озера в парке им. Пятидесятилетия ВЛКСМ до озера в парке Металлургического завода.— http://retrofonoteka.ru/sovarch/il-2/
В 1985 году в канун 40-летия Победы аллея была торжественны открыта. Она находится на проспекте Юных Пионеров между озёрами в парке «Молодёжный» (в те годы парк им. 50-летия ВЛКСМ) и в парке Металлургов. Десяти заводам выделили по участку аллеи и проектные группы на заводах с помощью архитекторов города своими силами создавали монументы.
К 2000-м годам большая часть элементов и форм монументов была разрушена вандалами. Восстановить их в прежнем виде было сложно, так как не сохранилась заводская техническая документация, памятники содержали элементы настоящих узлов и агрегатов, а некоторые заводы сменили собственников и ассортимент выпускаемой продукции.
В 2005 и 2010 годах монументы на аллее были отремонтированы и обновлены в честь очередных юбилеев Дня Победы. Памятникам вернули ухоженный вид, но заменили отделочные материалы на современные пластиковые и металлические, а также изменили текст аннотаций.
В 2015 году к 70-летию Победы прошла очередная реконструкция монументов. Около проспекта Кирова была построена Триумфальная арка. В апреле начались работы по благоустройству стоимостью 88,09 млн рублей. Эта сумма включала укладку плитки, замену асфальта, бордюрных камней, люков, установку лавок и урн, устройство автоматического полива.
Открытие триумфальной арки состоялось 7 мая 2015 года.
Открытие Мемориальный комплекса Город трудовой доблести установлен на Аллее трудовой славы 10 декабря 2021 года

## Монументы

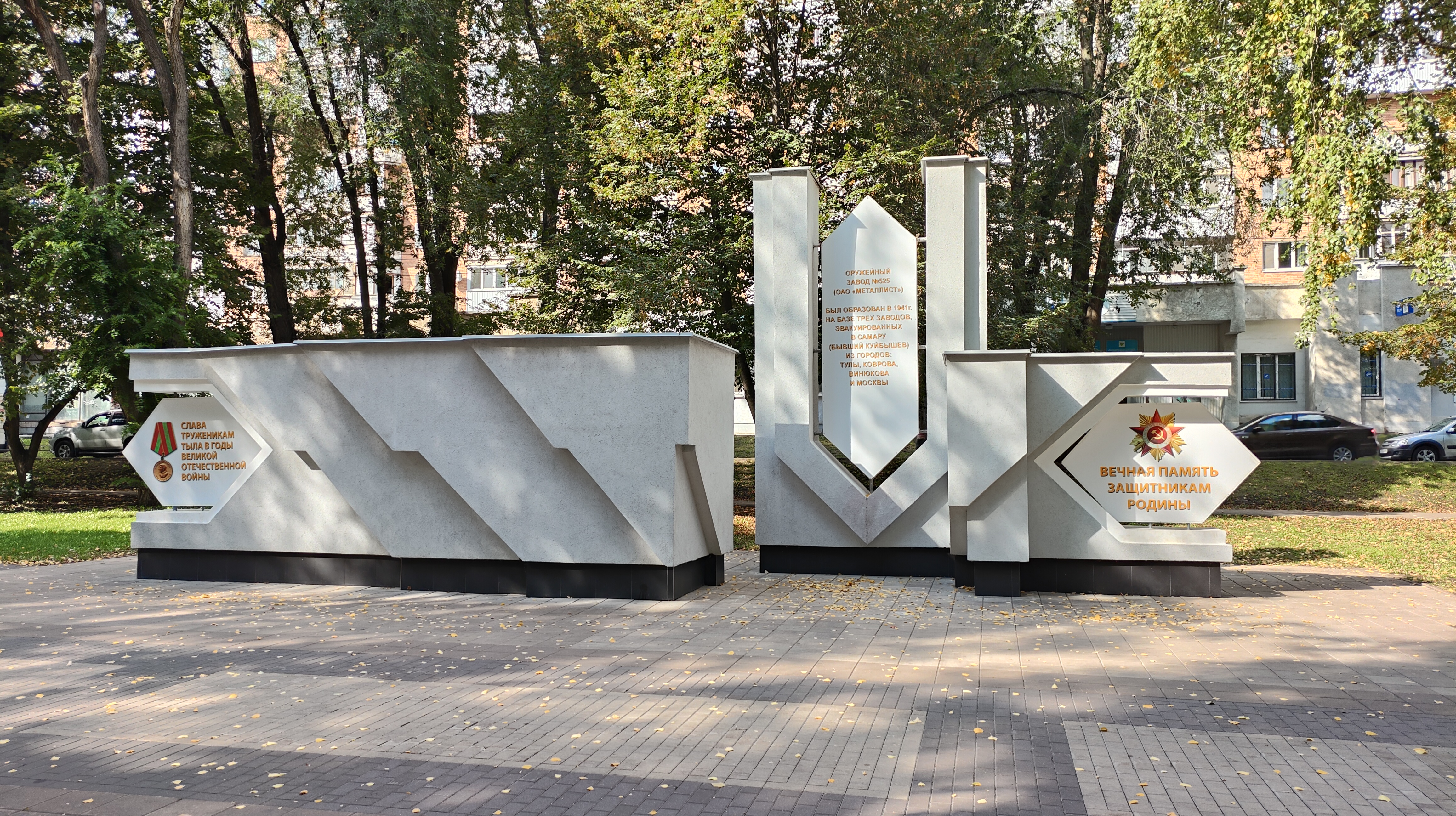
Завод «Металлист» Расположен на участке между Каховской и Севастопольской улицами.
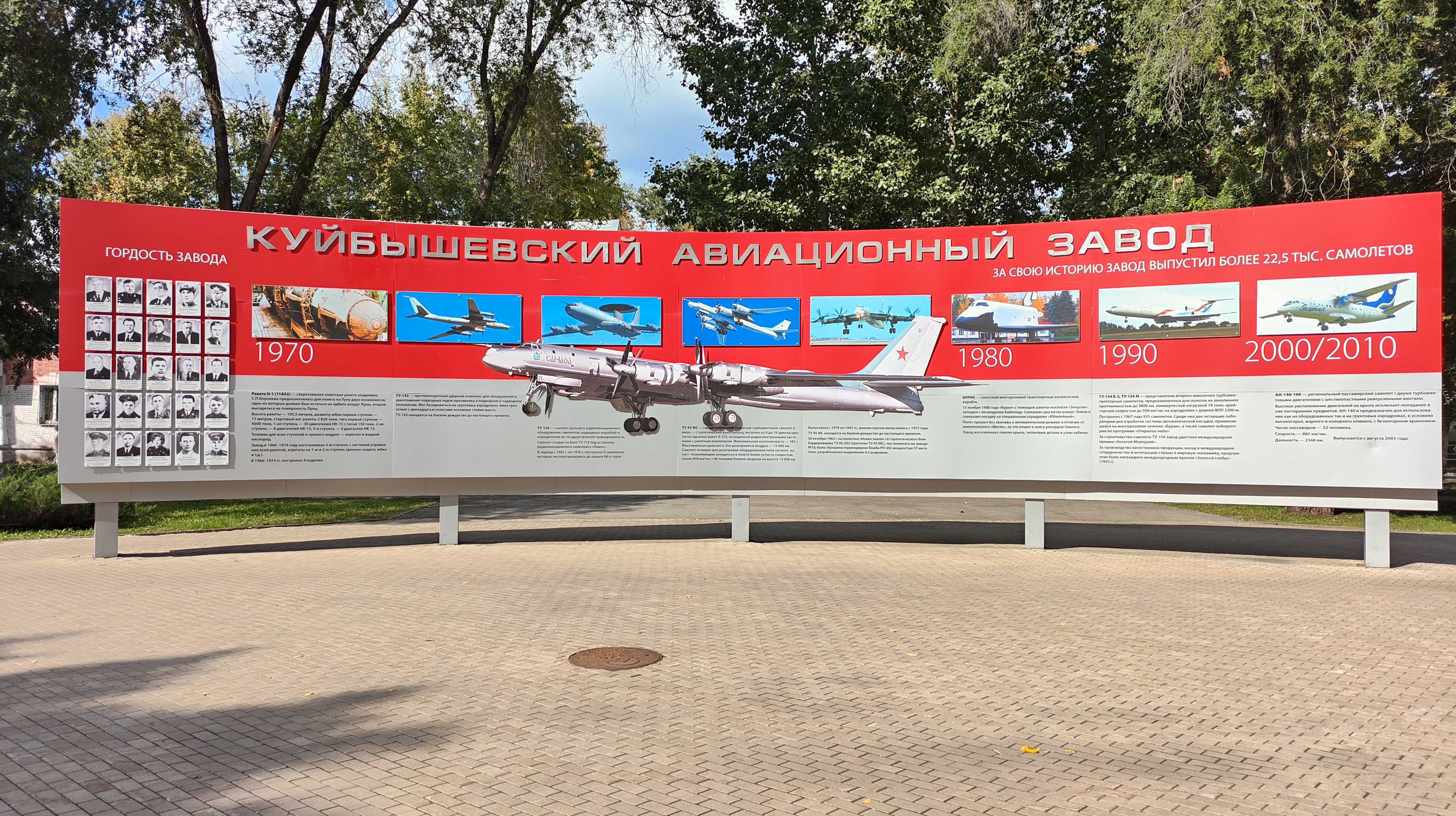
Авиационный завод Расположен на участке от проспекта Кирова до Каховской улицы.
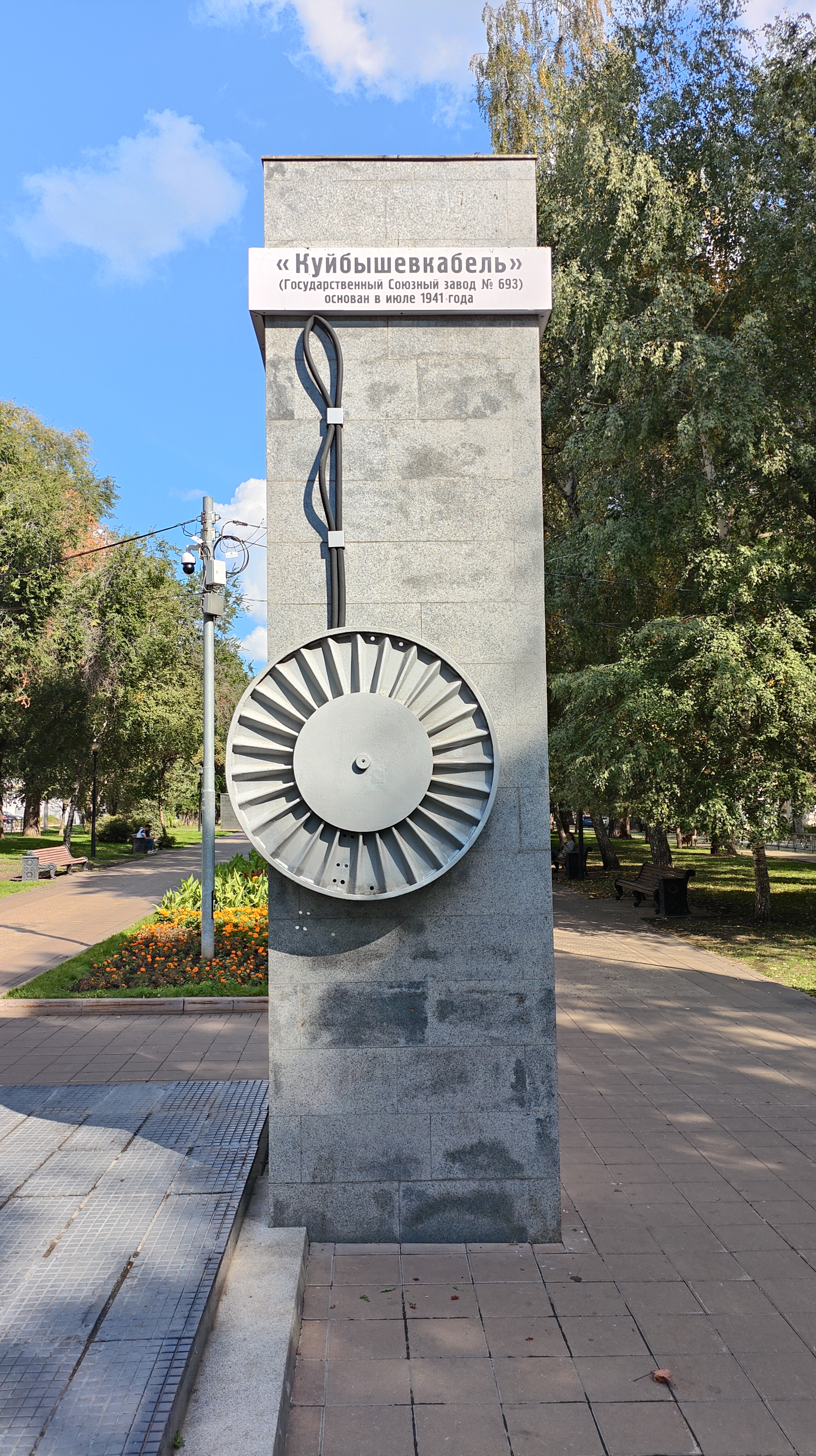
Завод «Куйбышевкабель» Расположен на участке между Севастопольской и Юбилейной улицами.
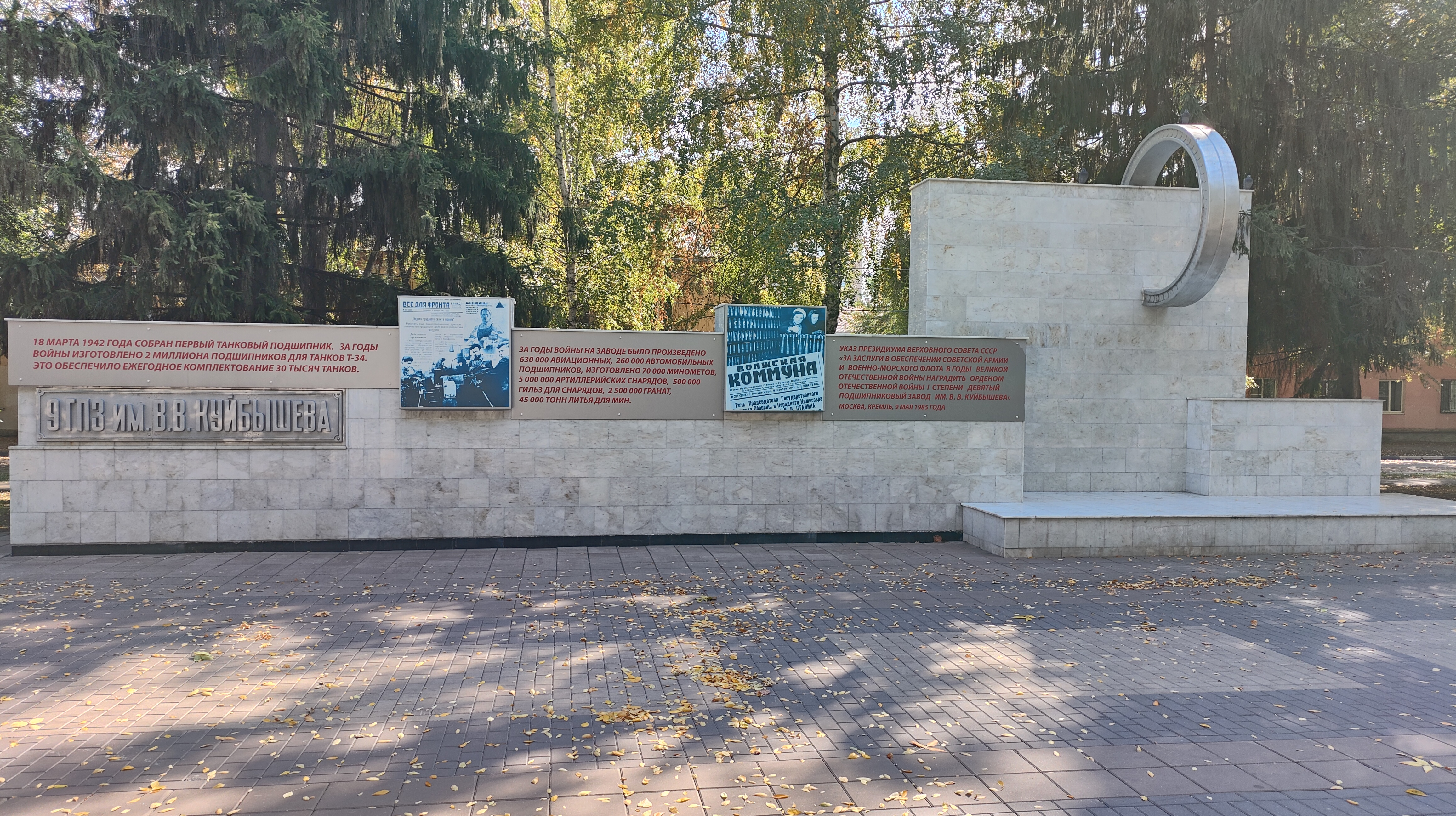
Монумент 9 ГПЗ им. В.В.Куйбышева. Расположен на участке между Юбилейной улицей и улицей Металлистов.
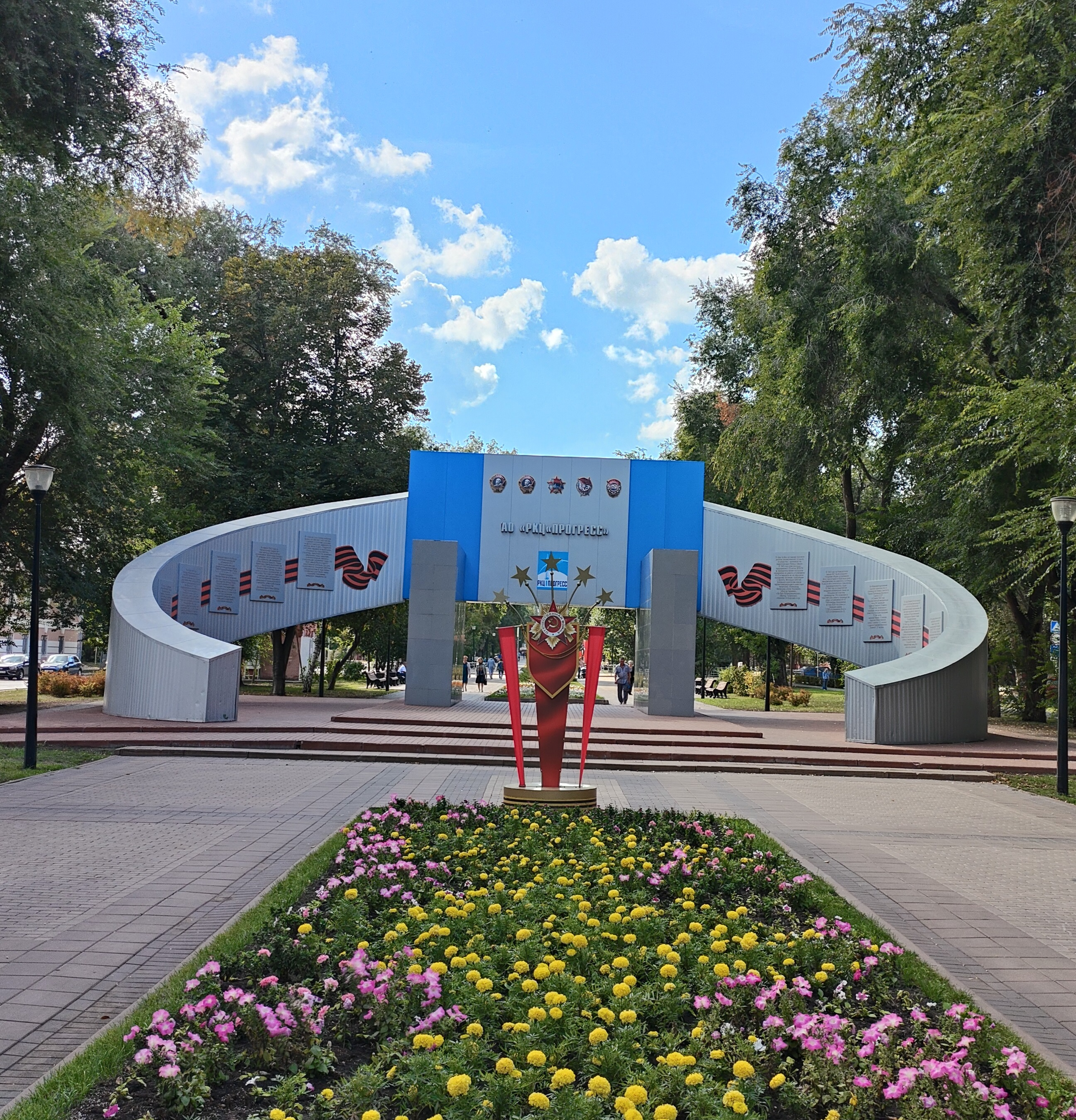
Завод «Прогресс» Расположен на участке от Краснодонской улицы до проспекта Кирова.
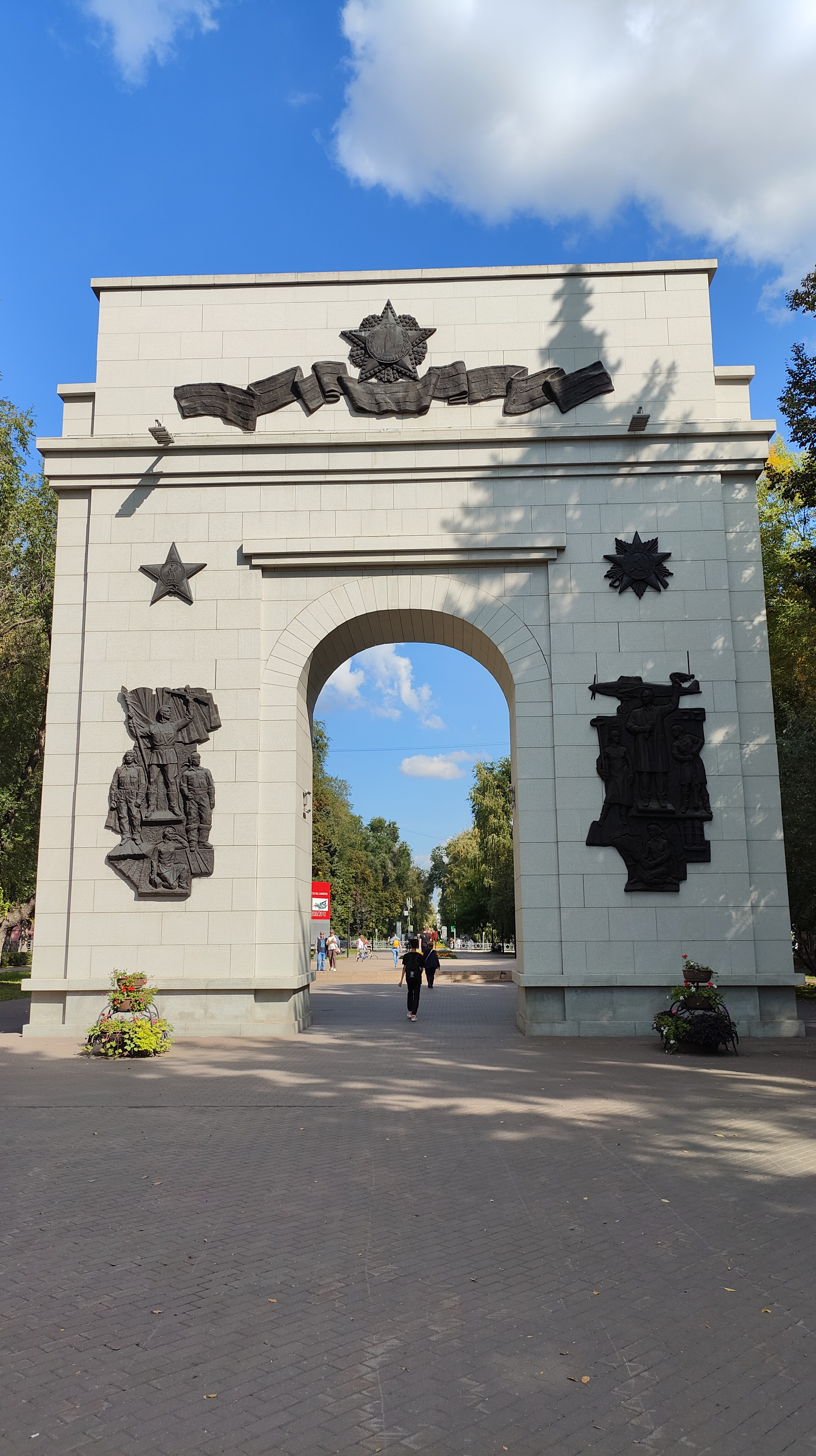
Монумент Триумфальная арка. Расположен на участке пересечения проспекта Кирова и проспекта Юных пионеров.
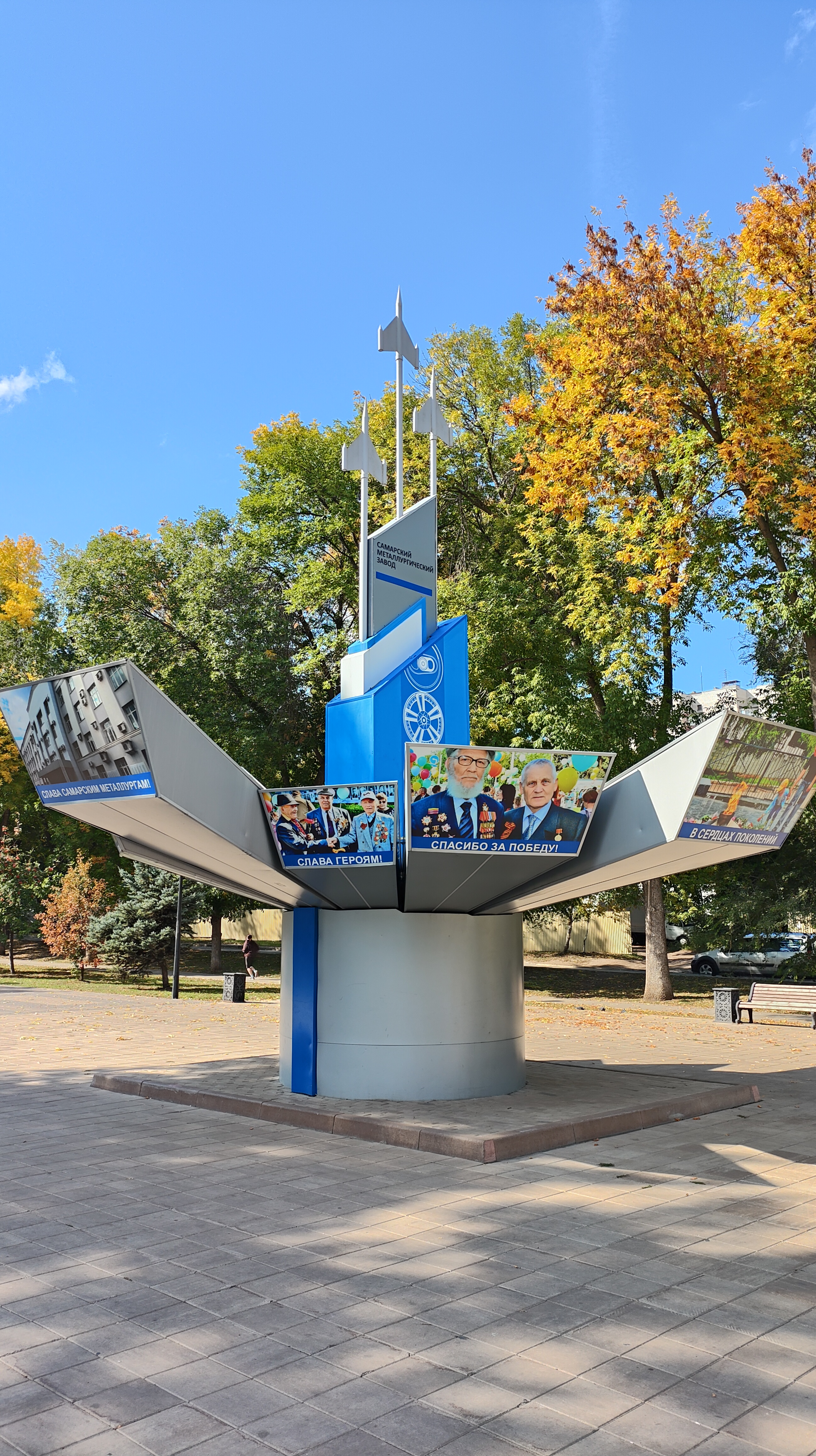
Металлургический завод им. Ленина Расположен на участке между Советской улицей и Ташкентским переулком.
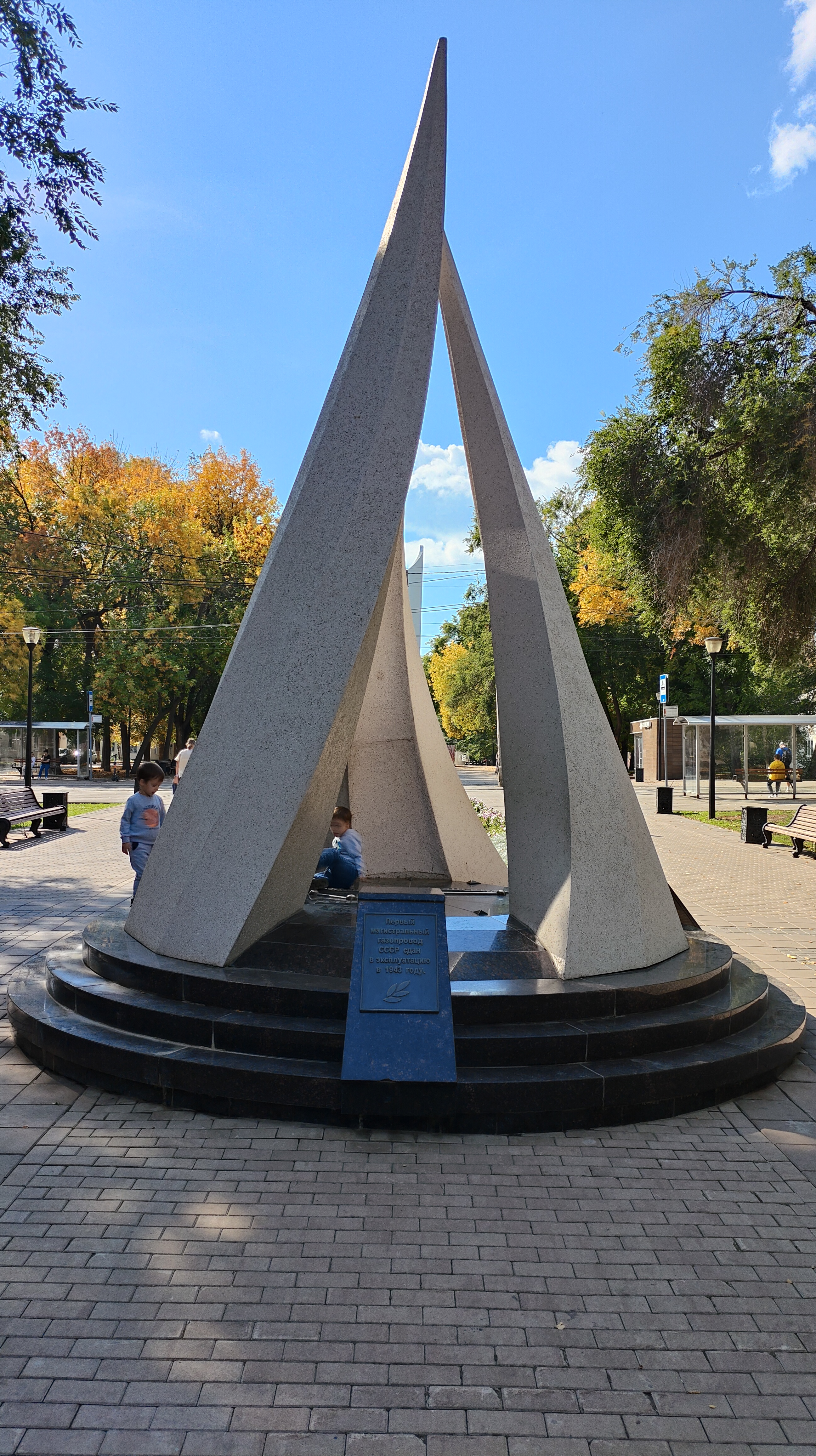
Монумент "Первый Магистральный газопровод СССР"

### КАТЭК
Расположен на участке между Воронежской и Краснодонской улицами.

### Куйбышевское агрегатное производственное объединение
Расположен на участке между Воронежской и Краснодонской улицами.

### Завод «Прогресс»
Расположен на участке от Краснодонской улицы до проспекта Кирова. В 1996 году завод «Прогресс» объединился с ЦСКБ и теперь монумент поддерживается новым объединённым предприятием ЦСКБ-Прогресс.

### Завод аэродромного оборудования
Расположен на участке между Севастопольской и Юбилейной улицами.

### Моторостроительное объединение им. М. Фрунзе
Расположен на участке между улицей Металлистов и Советской улицей.

### Металлургический завод им. Ленина
Расположен на участке между Советской улицей и Ташкентским переулком. Завод, строительство которого началось в 1951 году, не участвовал в выпуске продукции в годы Великой Отечественной войны, но в  дальнейшем был основным поставщиком материалов из алюминиевых сплавов для авиационной и ракетно-космической техники. Кроме того завод был главным промышленным предприятием района в котором начиналась аллея. В настоящее время предприятие ЗАО «Алкоа СМЗ» входит в группу Alcoa.

## Триумфальная арка

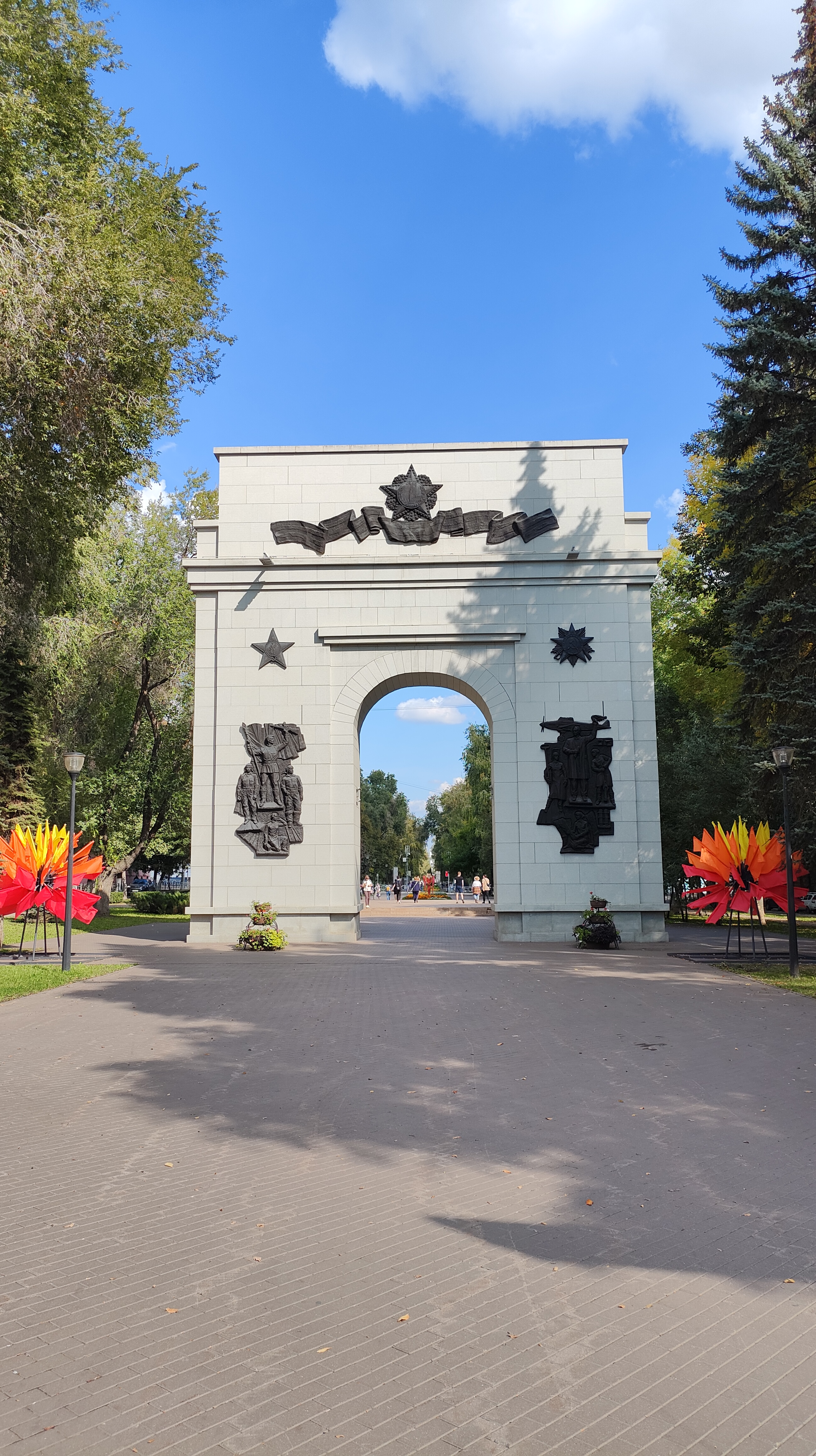
Триумфальная арка Самара

Арка высотой 18 метров была построена к 70-летнему юбилею Победы в Великой Отечественной войне около пересечения проспекта Кирова и проспекта Юных пионеров. В июне 2014 года в конкурсе из четырёх работ был выбран проект скульптора Ивана Мельникова и архитектора Дмитрия Храмова и начались подготовительные работы. Открытие монумента состоялось 7 мая 2015 года.

## Стела "Город трудовой доблести"

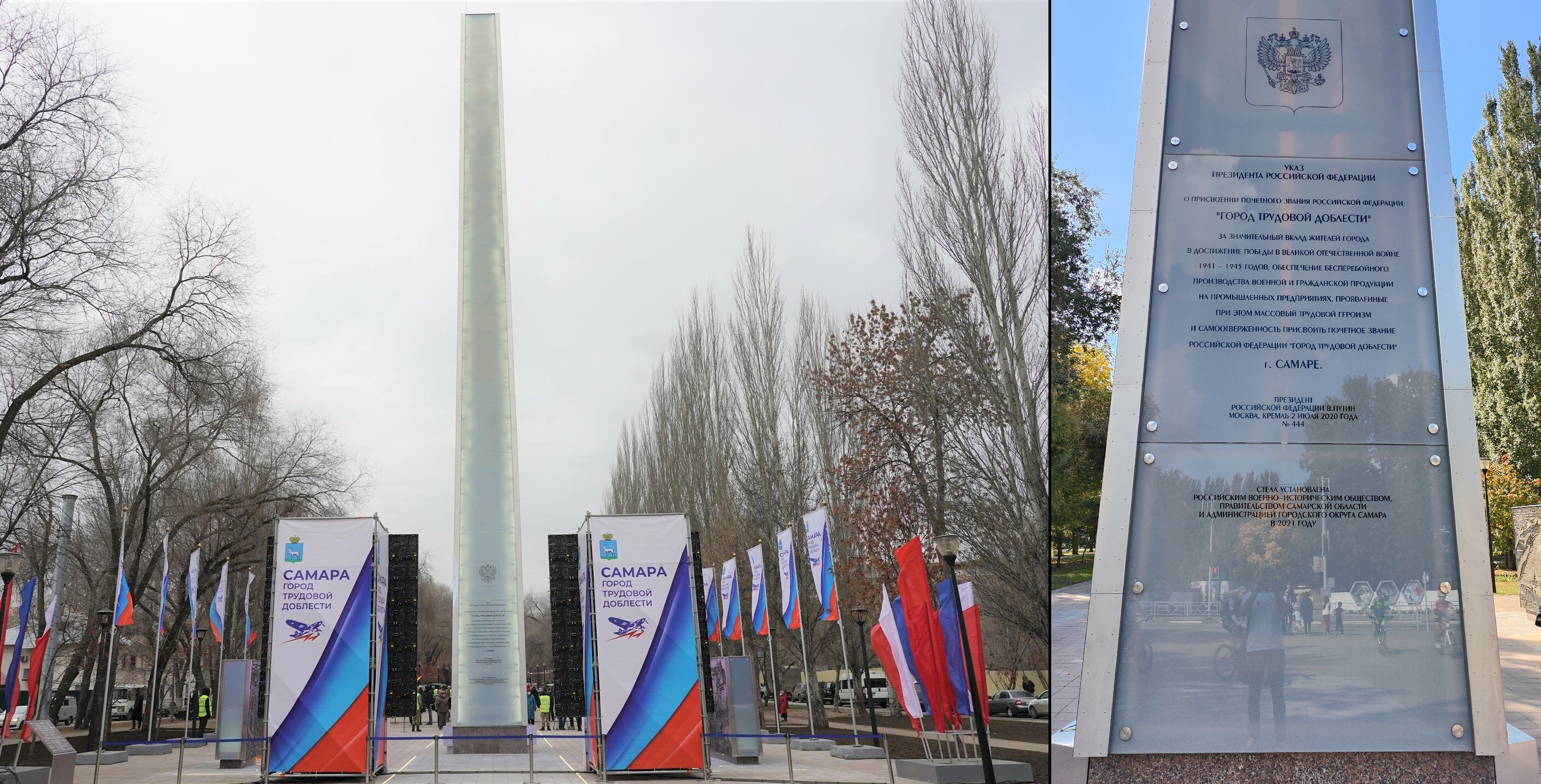
Стела "Город трудовой доблести" в Самаре

10 декабря 2021 года Мемориальный комплекс установлен на Аллее трудовой славы на проспекте Юных Пионеров в Самаре, это место было выбрано по итогам общественного голосования. Центральным элементом мемориального комплекса стала стела из стекла и металла высотой около 26 метров, ее обрамляют информационные пилоны, выполненные в технике графического коллажа. На центральной части композиции размещены изображения легендарного самолета Ил-2 и военного парада 1941 года в Куйбышеве, а на пилонах – информация о памятных датах и основных событиях военных лет. 
Торжественная церемония открытия стелы в Самаре, в которой приняли участие полпред президента РФ в Приволжском федеральном округе Игорь Комаров и губернатор Самарской области Дмитрий Азаров. "За огромный вклад жителей Самары в достижение победы в Великой Отечественной войне, обеспечение бесперебойного производства военной и гражданской продукции, а также проявленный массовый трудовой героизм.
День был выбран не просто так. 10 декабря 1941 года завод №18 выпустил первый для него на самарской земле штурмовик Ил-2, а завод №1 отметился первым истребителем МиГ-3.